# Polônio
O polônio (português brasileiro) ou polónio (português europeu) é um elemento químico de símbolo Po e de número atómico igual a 84 (84 prótons e 84 elétrons), com massa atómica 209 u. Pertence ao grupo VIA ou 16 da classificação periódica dos elementos. À temperatura ambiente, o polônio encontra-se no estado sólido.
O polônio quando misturado ou em liga com o berílio pode ser empregado como uma fonte de nêutrons.
Foi descoberto por Pierre e Marie Curie, em 1898, e por isso tem nome homenageando a Polónia, terra natal da segunda.

## Características principais
Este elemento é radioativo, dissolvendo-se facilmente em ácidos diluídos, porém só é levemente solúvel em álcalis. É quimicamente semelhante ao bismuto e ao telúrio, sendo mais eletropositivo que o telúrio e o selênio, elementos da mesma família.
O polônio-210 é um metal volátil, de baixo ponto de fusão, por isso, 50% se evapora após 45 horas numa temperatura de 326 K. Este isótopo é emissor de partículas alfa que apresenta uma meia-vida de 138,39 dias. Um miligrama deste metalóide emite tantas partículas alfa quanto 5 gramas de rádio. Um único grama de polônio-210 gera 140 watts de energia térmica.
Uma grande quantidade de energia é liberada pela deterioração de apenas meio grama, alcançando rapidamente uma temperatura acima de 750 K. Alguns Curies de polônio emitidos criam um fulgor azulado causado pela excitação do ar circunvizinho

## Aplicações
Po - Fonte de partículas alfa (foi usado na experiência de Rutherford, que levou ao modelo do átomo nucleado). Fonte de nêutrons (bombardeio de núcleos com partículas alfa emitidas pelo polônio e seguidas da emissão de nêutrons). Baterias termonucleares de satélites.

### Outros usos
- Este elemento tem sido usado em dispositivos que eliminam cargas estáticas produzidas nas indústrias de laminação de papel, laminação de plásticos e fiação de fibras sintéticas na indústria têxtil, entre outras. As fontes de qualquer decaimento beta são geralmente mais usadas e menos perigosas.
- O polônio é usado em escovas que removem a poeira acumulada em filmes fotográficos. O polônio nestas escovas é selado, assim controlando e minimizando o perigo da radiação.
- Pequenas quantidades adicionadas às velas ( eletrodos de ignição de motores de combustão interna ) melhoram o desempenho destes dispositivos.
- O polônio é proposto para ser usado como gerador termoelétrico em satélites artificiais e sondas espaciais. Como quase toda a radiação alfa pode facilmente ser parada por recipientes comuns e, ao colidir contra as superfícies destes libera energia, o polônio é pesquisado para ser usado como uma fonte de calor para a fabricação de pilhas termoelétricas de pouco peso que seriam usadas em satélites artificiais.
- O polônio é encontrado no tabaco com arsênico e naftalina,que é uma das principais causas de câncer para quem fuma.

## História
Chamado de rádio F, foi descoberto por Marie Curie e Pierre Curie, em 1898, sendo mais tarde renomeado para polônio em homenagem à Polônia, país natal de Marie. Naquela época, a Polônia estava sob domínio do Império Russo, portanto não era reconhecida como uma nação.
Este elemento foi o primeiro a ser descoberto pelo casal Curie quando investigavam a causa da radioatividade da pechblenda. A pechblenda, após a remoção do urânio e do rádio, era mais radioativo que o urânio e o rádio juntos. Este fato os impeliu a procurar o novo elemento.
Foi também usado como veneno em 2006 na forma de polônio-210 para matar o antigo espião russo do KGB, Alexander Litvinenko, que acabou por falecer em Londres no dia 23 de Novembro do mesmo ano.

## Ocorrência
O polônio é um elemento raro na natureza, sendo encontrado nos minérios de urânio em aproximadamente 100 microgramas por tonelada e recentemente, por volta do ano de 1976, foram descobertos pelo cientista Robert Gentry presentes nas pedras de granito das profundezas da Terra (resultado publicado na revista Science de 15 de outubro de 1976). Sua abundância natural é calculada em aproximadamente 0,2% do rádio.
Em 1934, uma experiência demonstrou que quando o bismuto natural (Bi-209) é bombardeado com nêutrons ocorre a produção do Bi-210, que é a mãe do polônio. O polônio pode ser criado em quantidades de miligramas mediante este procedimento, usando o fluxo elevado de nêutrons encontrado nos reatores nucleares.

## Composto por polônio
- Hidreto: Hidreto de polônio (II)
- Fluoreto: Fluoreto de polônio(II)
- Cloreto: Cloreto de polônio(II)
- Brometo: Brometo de polônio(II)
- Iodeto: Iodeto de polônio(II)

## Isótopos
Todos os isótopos de polônio são radioativos. Existem 25 isótopos conhecidos do polônio, com números de massa que variam de 194 a 218. O Po-210 é o isótopo natural mais comum, com uma meia-vida de 134,8 dias. O Po-209 ( meia-vida de 103 anos ) e o Po-208 ( meia-vida de 2,9 anos ) podem ser obtidos pelo bombardeamento do chumbo ou berílio com partículas alfa, próton ou deutério num ciclotron. Entretanto, a produção destes isótopos é muito cara.

## Precauções
O polônio é um elemento radioativo e tóxico e o seu manuseio é muito perigoso. Mesmo o manuseio de miligramas ou microgramas de polônio-210 é considerado perigoso, e requer a utilização de um equipamento de segurança especial usado com procedimentos restritivos. Os danos diretos ocorrem da absorção de energia, proveniente da desintegração de partículas alfas, pelos tecidos.
O máximo de polônio permitido para um corpo humano ingerir e de somente 0,03 microcuries, que é equivalente a uma partícula que pesa somente 6,8 x 10−12 gramas. Considerando o mesmo peso, o polônio é 2,5 × 1011 mais tóxico que o gás cianídrico (HCN). A concentração máxima permitida no ar de compostos solúveis é de aproximadamente 2 × 10−11 microcuries por centímetro cúbico.
Uma das principais fontes de contaminação humana por polônio é o tabaco (misturado com arsênico, naftalina e iodo no tabaco, é um dos principais fatores da causa de câncer).